# Bacino di Kachovka
Il bacino idrico di Kachovka (in ucraino Каховське водосховище?, Kachovs’ke vodoschovyšče) era un bacino idrico situato sul fiume Dnepr, in Ucraina. È stato creato nel 1956 nell'ambito della costruzione della centrale idroelettrica di Kachovka ed è uno dei numerosi bacini idrici che fanno parte della cascata di dighe del Dnepr.
A seguito dell'invasione russa dell'Ucraina, il 6 giugno 2023 avvenne un grave danneggiamento della diga e della centrale idroelettrica e il bacino è stato svuotato. 

## Geografia
Il bacino copriva una superficie totale di 2155 km² compresa nelle oblast' di Cherson, Zaporižžja e Dnipropetrovs'k. La sua lunghezza er di 240 km e la sua larghezza si estendeva fino a 23 km. La profondità variava da 3 a 26 metri con una media di 8,4 m. Il volume totale dell'acqua era di 18,2 km³.
Il bacino veniva utilizzato principalmente per fornire le centrali idroelettriche, i sistemi di irrigazione di Krasnoznamanka e di Kachovka, gli impianti industriali, gli allevamenti ittici d'acqua dolce, il canale della Crimea settentrionale e quello del Dnepr-Kryvyj Rih. La sua creazione ha dato origine a una rotta in acque profonde di cui le navi fanno uso per risalire il Dnipro.